# コトノハ (絢香の曲)
「コトノハ」は、絢香の楽曲。2017年5月10日にCD盤が14枚目のシングルとしてA stAtionからリリースされた。

## 解説
「コトノハ」はNHK総合でスタートするドラマ「ツバキ文具店～鎌倉代書屋物語～」の主題歌として制作された楽曲であり、「手紙」をテーマとして言葉を通して繋がる心を綴った楽曲となっている。
発売から2年後の2019年に元号が令和に改元されたため、CDシングルとしては、平成時代最後のシングルとなった。

## 収録曲

### CD
全曲作詞・作曲：絢香、全曲編曲：河野圭
1. コトノハ (3:59)
NHKドラマ10『ツバキ文具店〜鎌倉代書屋物語〜』主題歌[1]
2. センチメント (4:03)
3. コトノハ (Instrumental) (3:59)
4. センチメント (Instrumental) (4:03)

### DVD（CD+DVD盤のみ）
1. コトノハ (Music Video)
2. コトノハ (Making Video)